# Eleições municipais em Manaus em 1976
As eleições municipais em Manaus em 1976 ocorreram em 15 de novembro, como parte das eleições municipais no Brasil em 21 estados e nos  territórios federais do Amapá, Rondônia e Roraima. Capital de estado, a cidade amazonense estava sob o tacão do Ato Institucional Número Três, motivo pelo qual seriam eleitos apenas os 21 vereadores, pois o prefeito foi escolhido em 1975 pelo governador Enoque Reis.
Aluno da Academia Militar das Agulhas Negras, o gaúcho Jorge Teixeira nasceu em General Câmara e iniciou sua carreira militar em 1942 e desde então cursou a Escola de Comando e Estado-Maior do Exército, a Escola de Educação Física do Exército e a Escola das Américas, esta na cidade norte-americana de Fort Moore, no estado da Geórgia. Fundou o Centro de Instrução de Guerra na Selva em Manaus em 1966 e foi promovido a tenente-coronel. Nos anos seguintes combateu a Guerrilha do Araguaia e em 1971 fundou o Colégio Militar de Manaus, passando à reserva dois anos depois com a patente de coronel e foi viver no Rio de Janeiro. Retornou à capital amazonense para assumir, sob a legenda da ARENA, o mandato de prefeito em 7 de abril de 1975, nele permanecendo por quatro anos.

## Resultado da eleição para prefeito
Eleição realizada pela Assembleia Legislativa do Amazonas, na qual dois parlamentares opuseram-se à indicação.
| Candidatos a prefeito de Manaus | Candidatos a vice-prefeito | Número | Coligação             | Votação | Percentual |
| ------------------------------- | -------------------------- | ------ | --------------------- | ------- | ---------- |
| Jorge Teixeira ARENA            | -                          | -      | ARENA (sem coligação) | 13      | 86,66%     |
| Fontes:                         |                            |        |                       |         |            |

## Resultado da eleição para vereador
| Vereadores de Manaus          | Partido | Votação |
| ----------------------------- | ------- | ------- |
| Josué Filho                   | ARENA   | 15.834  |
| Fábio Lucena                  | MDB     | 10.385  |
| Francisco Guedes de Queiroz   | MDB     | 5.854   |
| Beth Azize                    | MDB     | 4.926   |
| Raimundo do Vale Sena         | ARENA   | 2.968   |
| Waldir Gonçalves Barros       | ARENA   | 2.637   |
| José Maria Monteiro           | ARENA   | 2.579   |
| Vinicius Monteconrado Gomes   | ARENA   | 2.541   |
| Vitório Henriques Cestaro     | MDB     | 2.211   |
| Huascar Angelim               | ARENA   | 2.194   |
| Walter Miranda de Freitas     | ARENA   | 2.175   |
| Miguel Santana Neto           | ARENA   | 2.076   |
| Salomão Abtibol Filho         | ARENA   | 1.976   |
| Praxíteles Antony             | ARENA   | 1.842   |
| Jair Moreira Cavalcante       | ARENA   | 1.830   |
| Otalina Loureiro Aleixo       | MDB     | 1.830   |
| Messias da Silva Sampaio      | MDB     | 1.814   |
| Samuel Peixoto da Silva       | MDB     | 1.789   |
| Ruy Adriano Jorge             | MDB     | 1.532   |
| Armando de Oliveira Freitas   | MDB     | 1.515   |
| Clementino Rodrigues da Silva | MDB     | 1.257   |
| Fontes:                       |         |         |